# Гранд-Рапідс (Міннесота)
Гранд-Рапідс (англ. Grand Rapids) — місто (англ. city) в США, в окрузі Ітаска штату Міннесота. Населення — 11 126 осіб (2020).

## Географія
Гранд-Рапідс розташований за координатами 47°14′15″ пн. ш. 93°31′56″ зх. д. / 47.23750° пн. ш. 93.53222° зх. д. (47.237481, -93.532203).  За даними Бюро перепису населення США в 2010 році місто мало площу 63,29 км², з яких 58,43 км² — суходіл та 4,86 км² — водойми.

### Клімат
| Клімат : Гранд-Рапідс                 | Клімат : Гранд-Рапідс | Клімат : Гранд-Рапідс | Клімат : Гранд-Рапідс | Клімат : Гранд-Рапідс | Клімат : Гранд-Рапідс | Клімат : Гранд-Рапідс | Клімат : Гранд-Рапідс | Клімат : Гранд-Рапідс | Клімат : Гранд-Рапідс | Клімат : Гранд-Рапідс | Клімат : Гранд-Рапідс | Клімат : Гранд-Рапідс | Клімат : Гранд-Рапідс |
| Показник                              | Січ.                  | Лют.                  | Бер.                  | Квіт.                 | Трав.                 | Черв.                 | Лип.                  | Серп.                 | Вер.                  | Жовт.                 | Лист.                 | Груд.                 | Рік                   |
| Абсолютний максимум, °C               | 10,6                  | 16,1                  | 26,7                  | 33,9                  | 38,3                  | 37,8                  | 40,0                  | 37,8                  | 37,2                  | 31,7                  | 21,7                  | 15,0                  | 40,0                  |
| Середній максимум, °C                 | −7                    | −3,2                  | 3,6                   | 12,4                  | 19,4                  | 24,2                  | 26,8                  | 25,7                  | 19,9                  | 12,1                  | 2,6                   | −5,3                  | 10,9                  |
| Середній мінімум, °C                  | −19,3                 | −16,5                 | −8,8                  | −1,3                  | 5,2                   | 10,6                  | 13,3                  | 12,3                  | 7,2                   | 0,7                   | −6,6                  | −15,4                 | −1,6                  |
| Абсолютний мінімум, °C                | −46,1                 | −42,8                 | −39,4                 | −23,3                 | −11,7                 | −4,4                  | 0,6                   | −2,8                  | −9,4                  | −19,4                 | −31,7                 | −42,8                 | −46,1                 |
| Норма опадів, мм                      | 23                    | 16                    | 33                    | 52                    | 78                    | 111                   | 109                   | 87                    | 84                    | 71                    | 41                    | 27                    | 733                   |
| Днів з опадами                        | 10                    | 9                     | 9                     | 9                     | 12                    | 13                    | 12                    | 10                    | 12                    | 11                    | 10                    | 11                    | 128                   |
| Днів зі снігом                        | 11                    | 8                     | 6                     | 3                     | 0                     | 0                     | 0                     | 0                     | 0                     | 1                     | 7                     | 11                    | 48                    |
| ------------------------------------- | --------------------- | --------------------- | --------------------- | --------------------- | --------------------- | --------------------- | --------------------- | --------------------- | --------------------- | --------------------- | --------------------- | --------------------- | --------------------- |
| Джерело: NOAA (extremes 1915–present) |                       |                       |                       |                       |                       |                       |                       |                       |                       |                       |                       |                       |                       |

## Демографія
Згідно з переписом 2010 року, у місті мешкало 10 869 осіб у 4615 домогосподарствах у складі 2633 родин. Густота населення становила 172 особи/км².  Було 4910 помешкань (78/км²).
Расовий склад населення:
| - 94,6 % — білих - 1,9 % — корінних американців - 0,6 % — чорних або афроамериканців - 0,6 % — азіатів |

До двох чи більше рас належало 2,0 %. Частка іспаномовних становила 1,2 % від усіх жителів.
За віковим діапазоном населення розподілялося таким чином: 22,2 % — особи молодші 18 років, 57,0 % — особи у віці 18—64 років, 20,8 % — особи у віці 65 років та старші. Медіана віку мешканця становила 42,0 року. На 100 осіб жіночої статі у місті припадало 90,6 чоловіків;  на 100 жінок у віці від 18 років та старших — 86,1 чоловіків також старших 18 років.
Середній дохід на одне домашнє господарство  становив 45 000 доларів США (медіана — 39 777), а середній дохід на одну сім'ю — 55 035 доларів (медіана — 46 140). Медіана доходів становила 35 306 доларів для чоловіків та 28 613 долари для жінок. За межею бідності перебувало 18,4 % осіб, у тому числі 25,5 % дітей у віці до 18 років та 8,7 % осіб у віці 65 років та старших.
Цивільне працевлаштоване населення становило 4874 особи. Основні галузі зайнятості: освіта, охорона здоров'я та соціальна допомога — 25,5 %, мистецтво, розваги та відпочинок — 19,2 %, роздрібна торгівля — 12,5 %, фінанси, страхування та нерухомість — 7,4 %.

## Персоналії
- Джуді Ґарленд (1922-1969) — американська акторка й співачка.